# En halv sanning är också en lögn
En halv sanning är också en lögn är en bok från 2013 av Hanne Kjöller. I boken beskriver Kjöller en utveckling där journalister har gått från att vara journalister till att bli aktivister som driver ärenden, främst inom det hon kallar "offerjournalistiken", istället för att rapportera om verkliga förhållanden.
Kjöller granskade ett antal i media uppmärksammade händelser där hon ansåg att journalister spridit en felaktig bild genom att utelämna eller undertrycka uppgifter som inte stärker reportagets tes. Kjöller kritiserade också hur journalister lät offer komma till tals, att media tillhandahåller en distributionskanal, utan att uppgifter tillräckligt kontrollerades. Vidare menade hon att det hade lett till svart-vita berättelser med offer, hjälte och skurk.
Efter ett uppmärksammat faktafel i boken startade ett mediedrev mot Kjöller och den efterföljande offentliga debatten kom mest att handla om sanningshalten av enskilda faktadetaljer och journalisters slarv (av både Kjöller och andra) än om bokens huvudsakliga ämne. Kjöller sade att det kunde förklaras med att det är vanskligt att granska granskarna samt att journalister är känsliga för kritik.

## Debatten om boken
Vid bokens utgivning uppmärksammades att Kjöller i ett avsnitt uppgett att en man hade en bostadsrätt när han i själva verket hade en hyresrätt. Kjöller bad om ursäkt och menade att det är en katastrof med faktafel i en bok som handlar om sanning. Brombergs bokförlag meddelade att ett rättelseblad skulle skickas med i varje bok som såldes. Förlaget beslutade sedan att korrigera felen i en ny utgåva av boken.
Anne Lagercrantz, chef och utgivare för Sveriges Radios Ekot, och Louise Welander, chef och utgivare för Sveriges Radios samhällsredaktion, skrev ett öppet brev till Kjöller där de kritiserade faktafelen i boken men utan att bemöta dess huvudteser. I en av bilagorna till det öppna brevet bemötte Daniel Velasco kritiken från Kjöller mot sin dokumentär Den fastspända flickan och skrev att det är bra att lyfta fram när journalister förvränger sanningen men att boken paradoxalt nog var ett lysande exempel på just det den vill visa och pekade på faktafel i boken.
Kjöller kritiserades även av Gellert Tamas och Janne Josefsson. Tamas kritiserade bland annat Kjöller för att ha utfört felaktiga mediasökningar i samband med texten om kravallerna i Husby. Josefssons kritik riktades mot faktafelen i boken och menade bland annat att Kjöller i det avsnitt som handlade om grävjournalistik hade ryckt ett citat ur sitt sammanhang och att Kjöller själv begått det misstag som hon kritiserade andra journalister för. Han sade också att Kjöller hade många poänger i sin bok och instämde i hennes kritik mot media och journalister.
Mediedrevet mot Kjöller beskrevs av Erica Treijs som att det saknade motstycke. Sanna Rayman skrev att det fanns ett uppdämt behov bland vissa att få kritisera Kjöller.
Sam Sundberg skrev att journalistiken måste återvinna sitt förtroende, inte genom klickfrestande rubriker eller smarta digitala grepp, utan med research, källkoll och pressetik. Sundberg sade också att journalister är fega när det gäller att granska andra journalister men att det borde ske oftare. Han såg positivt på både Kjöllers granskning av journalister och faktagranskningen av Kjöllers bok.